# Catamantaloedes
Catamantaloedes war ein König des gallischen Volkes der Sequaner. Er ist nur bekannt aus einer Passage aus Gaius Iulius Caesars Darstellung des Gallischen Krieges.
Laut Caesar hatte Catamanataloedes für viele Jahre die Herrschaft (lateinisch regnum) über die Sequaner inne und wurde vom römischen Senat als „Freund des römischen Volkes“ anerkannt. Er muss bereits tot gewesen sein, als sein Sohn Casticus etwa 60/59 v. Chr. versucht haben soll, die frühere Stellung seines Vaters zu übernehmen.

## Quelle
- Gaius Iulius Caesar, De bello Gallico 1, 3

| Personendaten    | Personendaten                                      |
| ---------------- | -------------------------------------------------- |
| NAME             | Catamantaloedes                                    |
| KURZBESCHREIBUNG | König der Sequaner                                 |
| GEBURTSDATUM     | 2. Jahrhundert v. Chr. oder 1. Jahrhundert v. Chr. |
| STERBEDATUM      | 1. Jahrhundert v. Chr.                             |